# Кременцов, Пётр Иванович
Пётр Иванович Кременцов (20 июня (2 июля) 1857, Оренбургская губерния — 12 (25) октября 1911, Оренбургская губерния) — полковник Императорской армии, участник Ахал-текинской экспедиции (1880), командир Оренбургского 4-го казачьего полка (1908—1911), кавалер четырёх орденов.

## Биография
Родился 20 июня (2 июля) 1857 года в станице Богуславской первого военного отдела Оренбургского казачьего войска с семье обер-офицера Ивана Кременцова. Получил общее образование в Оренбургской военной прогимназии, после чего поступил в Оренбургское казачье юнкерское училище, из которого позже выпустился по второму разряду. В 1886 году окончил курс Офицерской кавалерийской школы.
Приступил к службе в Русской Императорской армии в июле 1875 года. Он получил чин хорунжего в апреле 1878 года; стал сотником после Русско-Турецкой войны — в декабре 1879 года. После Среднеазиатского похода, в декабре 1881 года, получил погоны казачьего есаула. На границе веков, в феврале 1900 года, он стал войсковым старшиной «иррегулярной кавалерии», произведён в полковники после Русско-Японской войны (в декабре 1905).

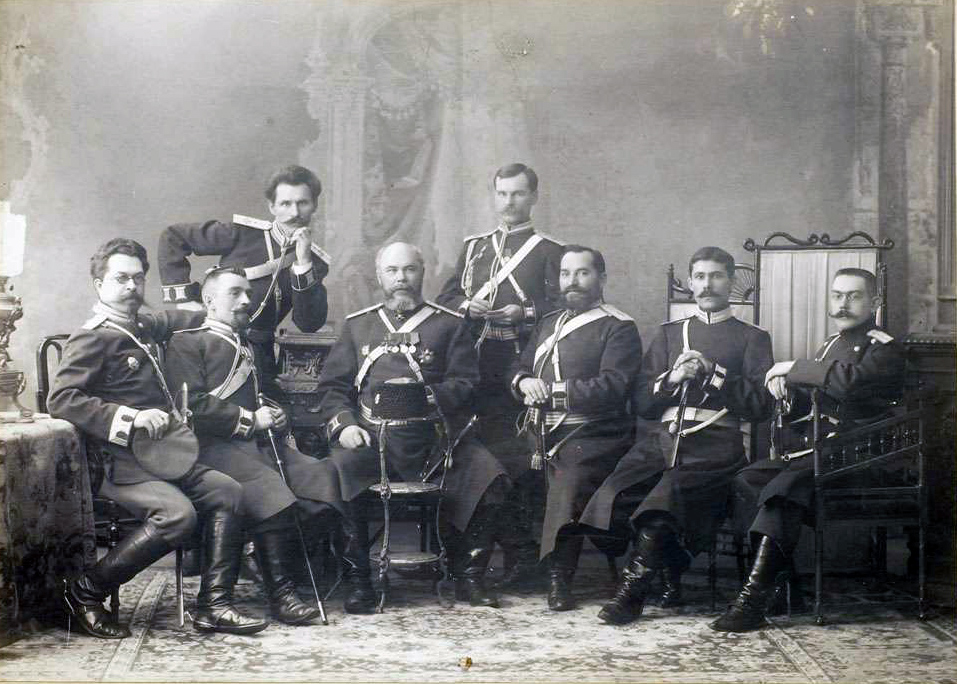
Кременцов П. И. (сидит третий слева) со штабом 8-го казачьего полка

В 1879 году проходил действительную службу в Оренбургском 1-м казачьем полку. В ноябре-декабре 1880 года с этим подразделением стал участником Ахал-текинской экспедиции — получил ранение (пулей, в верхнюю часть левого бедра) под стенами Геок-Тепе. В июне 1882 года получил под своё начало казачью сотню (состоял командиром сотни почти восемь лет). В 1890 году он числился в списках Оренбургского 3-го казачьего полка, а затем, с 1891 по 1895 год — был младшим офицером родного для себя Оренбургского казачьего училища.
С 1895 по 1898 год состоял в Оренбургском 6-м казачьем полку. В 1903 году он был на должности помощника командира 3-го казачьего полка, а затем возглавил Оренбургский 8-й казачий полк (1905—1906). В сентябре 1906 года в чине полковника (без обычного в таких случаях понижения), был переведен в Сводно-Казачий лейб-гвардии полк, а в период с 1908 по 1911 он вновь командовал полком — на этот раз Оренбургским 4-м казачьим.
Скончался 12 (25) октября 1911 года, в возрасте 54 лет.

## Награды
- Орден Святой Анны 4 степени (1881): «за храбрость»
- Орден Святого Станислава 3 степени (1884)
- Орден Святой Анны 3 степени (1891)
- Орден Святого Станислава 2 степени (1895)[1]

## Семья
Жена: Евгения Францевна Граф — уроженка Уфимской губернии.
Дети:
- Сергей (род. 1892) — есаул гвардии, временно командовал Оренбургской сотней Сводно-Казачьего лейб-гвардии полка[2].
- Вера (род. 1894)
- Николай (род. 1898)
- Михаил (род. 1903)[1]